# Mount Vernon (Maine)
Mount Vernon ist eine Town im Kennebec County des Bundesstaats Maine in den Vereinigten Staaten. Im Jahr 2020 lebten dort 1721 Einwohner in 1091 Haushalten auf einer Fläche von 112,46 km².

## Geografie
Nach dem United States Census Bureau hat Mount Vernon eine Gesamtfläche von 112,46 km², von denen 98,16 km² Land sind und 14,30 km² aus Gewässern bestehen.

### Geografische Lage
Mount Vernon liegt im Westen des Kennebec Countys und im Westen grenzt das Gebiet der Town an das Franklin County. Im Osten grenzt der Long Pond an und im Westen erstrecken sich in Nordsüdrichtung der Flying Pond, der Parker Pond und der Echo Lake. Weitere kleinere Seen befinden sich auf dem Gebiet der Town. Die Oberfläche ist hügelig, die höchste Erhebung ist der 395 m hohe McGaffey Mountain.

### Nachbargemeinden
Alle Entfernungen sind als Luftlinien zwischen den offiziellen Koordinaten der Orte aus der Volkszählung 2010 angegeben.
- Norden: Rome, 8,5 km
- Nordosten: Belgrade, 22,6 km
- Süden: Readfield, 3,6 km
- Südwesten: Fayette, 11,9 km
- Nordwesten: Chesterville, Franklin County, 16,5 km

### Stadtgliederung
In Mount Vernon gibt es mehrere Siedlungsgebiete: Currier, Dennis Corner, Dunns Corner (Dunn’s Corner), Locks Corner, Mount Vernon, Mount Vernon Centre, South Mount Vernon, West Mount Vernon und Wings Mills.

### Klima
Die mittlere Durchschnittstemperatur in Mount Vernon liegt zwischen −7,2 °C (19 °Fahrenheit) im Januar und 20,6 °C (69 °Fahrenheit) im Juli. Damit ist der Ort gegenüber dem langjährigen Mittel der USA um etwa 6 Grad kühler. Die Schneefälle zwischen Oktober und Mai liegen mit bis zu zweieinhalb Metern mehr als doppelt so hoch wie die mittlere Schneehöhe in den USA; die tägliche Sonnenscheindauer liegt am unteren Rand des Wertespektrums der USA.

## Geschichte
Die Besiedlung von Mount Vernon begann im Jahr 1774. Zunächst wurde das Gebiet Washington Plantation genannt. Als Town wurde Mount Vernon am 28. Juni 1792 organisiert. Im Jahr 1802 wurde Land hinzugenommen, welches zuvor zu Fayette gehörte und zur Plantation of Goshen, heute die Town Vienna. Weitere Gebiete, die zuvor zu Rome gehörten, wurden im Jahr 1818 hinzugenommen. In den Jahren 1825 und 1845 wurde Land an Readfield abgegeben. Weitere Gebiete von Vienna kamen 1826 und 1853 hinzu, von Readfield im Fahr 1845 und von Belgrade im Jahr 1846.

### Einwohnerentwicklung
| Volkszählungsergebnisse – Town of Mount Vernon, Maine | Volkszählungsergebnisse – Town of Mount Vernon, Maine | Volkszählungsergebnisse – Town of Mount Vernon, Maine | Volkszählungsergebnisse – Town of Mount Vernon, Maine | Volkszählungsergebnisse – Town of Mount Vernon, Maine | Volkszählungsergebnisse – Town of Mount Vernon, Maine | Volkszählungsergebnisse – Town of Mount Vernon, Maine | Volkszählungsergebnisse – Town of Mount Vernon, Maine | Volkszählungsergebnisse – Town of Mount Vernon, Maine | Volkszählungsergebnisse – Town of Mount Vernon, Maine | Volkszählungsergebnisse – Town of Mount Vernon, Maine |
| Jahr                                                  | 1800                                                  | 1810                                                  | 1820                                                  | 1830                                                  | 1840                                                  | 1850                                                  | 1860                                                  | 1870                                                  | 1880                                                  | 1890                                                  |
| ----------------------------------------------------- | ----------------------------------------------------- | ----------------------------------------------------- | ----------------------------------------------------- | ----------------------------------------------------- | ----------------------------------------------------- | ----------------------------------------------------- | ----------------------------------------------------- | ----------------------------------------------------- | ----------------------------------------------------- | ----------------------------------------------------- |
| Einwohner                                             | 740                                                   | 1098                                                  | 1293                                                  | 1439                                                  | 1475                                                  | 1479                                                  | 1464                                                  | 1252                                                  | 1170                                                  | 940                                                   |
| Jahr                                                  | 1900                                                  | 1910                                                  | 1920                                                  | 1930                                                  | 1940                                                  | 1950                                                  | 1960                                                  | 1970                                                  | 1980                                                  | 1990                                                  |
| Einwohner                                             | 906                                                   | 898                                                   | 745                                                   | 755                                                   | 653                                                   | 653                                                   | 596                                                   | 680                                                   | 1021                                                  | 1362                                                  |
| Jahr                                                  | 2000                                                  | 2010                                                  | 2020                                                  | 2030                                                  | 2040                                                  | 2050                                                  | 2060                                                  | 2070                                                  | 2080                                                  | 2090                                                  |
| Einwohner                                             | 1524                                                  | 1640                                                  | 1721                                                  |                                                       |                                                       |                                                       |                                                       |                                                       |                                                       |                                                       |

## Kultur und Sehenswürdigkeiten

### Bauwerke
In Mount Vernon wurden mehrere Objekte unter Denkmalschutz gestellt und ins National Register of Historic Places aufgenommen.
- Das Dr. Samuel Quimby House 1990 unter der Register-Nr. 90001903[10]
- Die Spruce Point Camps 2007 unter der Register-Nr. 07000011[11]
- Die John Williams House 1984 unter der Register-Nr. 84000531[12]

## Wirtschaft und Infrastruktur

### Verkehr
In nordsüdlicher Richtung verläuft die Maine State Route 41 entlang der westlichen Grenze der Town und der westlichen Seenkette.

### Öffentliche Einrichtungen
Es gibt keine medizinischen Einrichtungen oder Krankenhäuser in Mount Vernon. Die nächstgelegenen befinden sich in Lewiston, Gardina, Whinthrop und Augusta.
In Mount Vernon befindet sich die Dr. Shaw Memorial Library in der Pond Road.

### Bildung
Mount Vernon gehört zusammen mit Manchester, Readfield und Wayne zur Regional School Unit #38. Im Schulbezirk werden den Schulkindern mehrere Schulen angeboten:
- Maranacook Community High School Schulklassen 9 bis 12, in Readfield
- Maranacook Community Middle School Schulklassen 6 bis 8, in Readfield
- Manchester Elementary School Schulklassen PreK bis 5, in Manchester
- Mt. Vernon Elementary School Schulklassen PreK bis 5, in Mount Vernon
- Readfield Elementary School Schulklassen PK bis 5, in Readfield
- Wayne Elementary School Schulklassen K bis 5, in Wayne

## Persönlichkeiten

### Söhne und Töchter der Stadt
- John H. Rice (1816–1911), Politiker
- Loren Fletcher (1833–1919), Politiker